# Bote inflable de desembarco grande

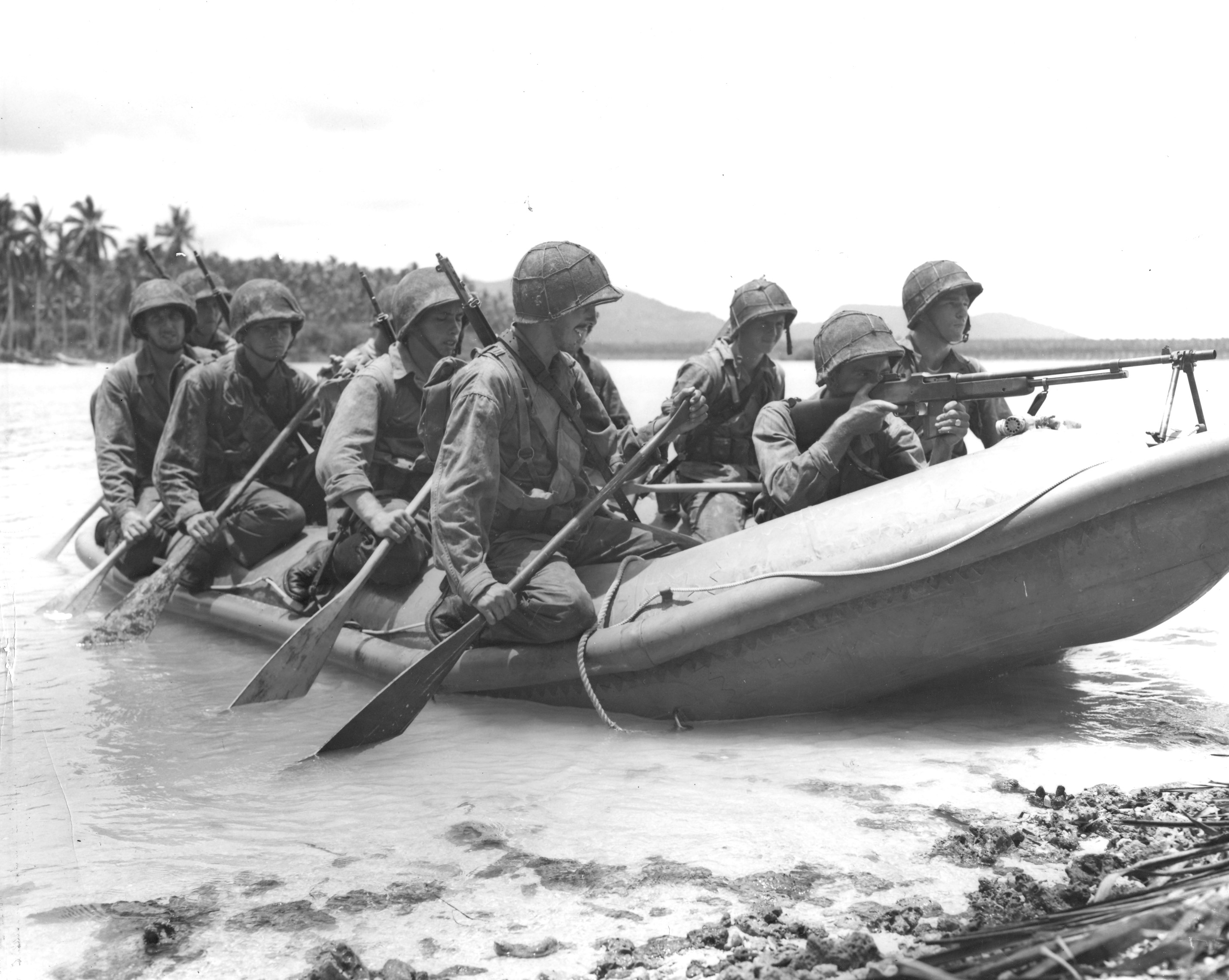
Infantes de Marina desembarcando en Pavuvu durante la Segunda Guerra Mundial.

El Bote de Desembarco de Goma Grande (en inglés: Landing Craft Rubber Large, LCRL o LCR (L)) era un bote inflable que podía llevar diez hombres y que fue usado por el Cuerpo de Infantería de Marina de Estados Unidos y el Ejército de Estados Unidos entre el año 1938 y 1945.
Fueron construidos 10.125 LCRL durante la Segunda Guerra Mundial.

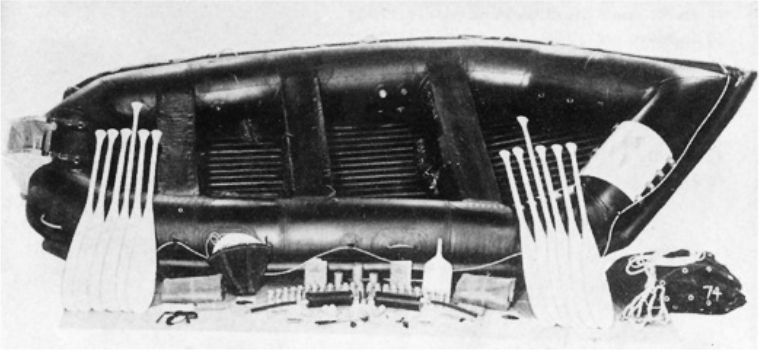
Bote de goma para incursiones usado en la Segunda Guerra Mundial.